# Glandon
Glandon (tiếng Occitan: Glandon) là một xã của tỉnh Haute-Vienne, thuộc vùng Nouvelle-Aquitaine, miền trung nước Pháp.